# Usnea nidulifera
Usnea nidulifera är en lavart som beskrevs av Motyka. Usnea nidulifera ingår i släktet Usnea och familjen Parmeliaceae.   Inga underarter finns listade i Catalogue of Life.